# Cantonul Le Poiré-sur-Vie
Cantonul Le Poiré-sur-Vie este un canton din arondismentul La Roche-sur-Yon, departamentul Vendée, regiunea Pays de la Loire, Franța.

## Comune
- Aizenay
- Beaufou
- Belleville-sur-Vie
- La Génétouze
- Les Lucs-sur-Boulogne
- Le Poiré-sur-Vie (reședință)
- Saint-Denis-la-Chevasse
- Saligny